# Pesmes
Pesmes település Franciaországban, Haute-Saône megyében. Lakosainak száma 1082 fő (2022. január 1.). Pesmes Sauvigney-lès-Pesmes, Dammartin-Marpain, Mutigney, Bard-lès-Pesmes, Broye-Aubigney-Montseugny, Chaumercenne, Chevigney, Malans, La Résie-Saint-Martin és Valay községekkel határos.

## Népesség
A település népességének változása:
| Lakosok száma | 1104 | 1096 | 1121 | 1084 | 1077 | 1068 | 1072 | 1077 | 1082 |
|               | 2013 | 2015 | 2016 | 2017 | 2018 | 2019 | 2020 | 2021 | 2022 |